# 井川遙
井川遙（日语：いがわ・はるか，1976年6月29日—），日本的女演員、模特兒。韓國《東亞日報》稱其自稱本名為趙秀惠（조수혜），祖父為在日朝鮮人。

## 生平
1976年在東京都的墨田區出生，卻在練馬區接受教育及成長，並進入東橫學園女子短期大學就讀。大學畢業後，曾短暫當過一名普通的女性上班族，但不到半年就辭職，因為自小就有當一名模特兒的夢想，於是就進入FMG經紀公司。在1999年出席《東洋泳衣夏季運動女孩》、《朝日啤酒形象女孩》等活動後正式出道，在當時即為甚具人氣的療癒系女偶像。
2006年11月22日跟大他14歲的時裝設計師松本與結婚
，公公為日本知名科技業先鋒公司的社長松本冠也，2009年6月生下第一個女兒，2012年7月再生下一個兒子。
結婚後，改變原本的偶像路線，轉變成實力派演員，以演技繼續活躍日本藝能界，在不少部日本連續劇、電影中擔任主要演員。

## 影視作品

### 電視劇
- 2002年 CX《從天而降億萬顆星星》飾 西原美羽（2002年4月15日－6月24日）
- 2002年 YTV《私家偵探濱麥克（日语：私立探偵 濱マイク）》飾 比留間希里（2002年7月1日－9月16日）
- 2002年 NTV《心理醫恭介（日语：サイコドクター）》飾 木下純（2002年10月9日－12月18日）
- 2003年 NHK《風子的拉麵（日语：風子のラーメン）》飾 澤田智子（2003年2月10日－3月10日）
- 2017年 CX《貴族偵探》飾 喜多見切子
- 2020年 TBS《半澤直樹 第二季》飾 新山智美
- 2022年 TBS《持續可能的戀愛？～父親與女兒的結婚進行曲～》飾 日向明里
- 2023年 CX《陷阱戰爭》飾 鷲津可南子
- 2023年 TBS《下剋上球兒》飾 南雲美香

### 電影
- 2002年 《此時的戀人》
- 2002年 《Tokyo.sora（日语：Tokyo.sora）》
- 2002年 《Dog Star》
- 2002年 《燈絲》

### 舞台劇
- 2002年 PARCO劇場（日语：PARCO劇場）《HAKANA》
- 2003年 Theater Tops（日语：THEATER/TOPS）《美麗事物的傳說》
- 2003年 Theater Tram（日语：シアタートラム）《氧氣》
- 2004年 Theater Tram《看啊，我可以藉由飛機高飛》

### 綜藝節目
- 2001年 MBS《水野真紀的魔法餐廳（日语：水野真紀の魔法のレストランR）》
- 2004年 YTV《非洲的張牙舞爪（日语：アフリカのツメ）》

### 獎項
- 2001年 第39屆金箭獎-圖面獎
- 2002年 第40屆金箭獎-年度新人獎

## 外部連結
- （日語） 井川遙經紀公司個人網站（页面存档备份，存于）
- （日語） 日本NHK電視台井川遙分頁介紹網站（页面存档备份，存于）